# 暹罗–柬埔寨战争 (1591年–1594年)
暹罗–柬埔寨战争 (1591–1594), 是暹罗阿瑜陀耶王国和柬埔寨的一次军事冲突。战争始于1591年，阿瑜陀耶王国入侵柬埔寨回应对后者对其持续不断的领土侵略行径。第一次入侵并未达成目标。两年后，阿瑜陀耶国王纳黎萱再次入侵，终于在1594年1月3日将柬埔寨征服并且洗劫洛韦城。

## 背景
暹罗王子纳雷（绰号黑王子）生于1555年4月25日，出生地位于彭世洛城。他是彭世洛城摄政王玛哈·探玛拉差一世与其皇后威索甲沙 之子。他的母亲是阿瑜陀耶国王玛哈·查克拉帕和其皇后素里育泰之子。他的父亲是素可泰王国的贵族，曾经在1548年击退了篡位者坤哇拉旺沙并且扶持玛哈·查克拉帕登上了阿瑜陀耶的王位，从而开始在彭世洛执政。
在1563年至1564年的暹缅战争中，缅甸国王勃印曩攻下彭世洛城，并将素可泰王国归为缅甸的附庸国。纳雷被送往缅甸勃固作为人质，以确保国王的忠诚。到了1568年至1570年的暹缅战争之后，缅甸完全攻下阿瑜陀耶王国，设玛哈·探玛拉差一世为丞相，并且短暂释放纳雷以交换他的姐姐。 1571年，玛哈·探玛拉差一世授予纳雷“彭世洛副王”的称号。并将其名改为纳黎萱。
1581年，南达勃因接替其父亲勃印曩坐上缅甸王座。南达勃因开始怀疑纳黎萱因为后者未能在镇压阿瓦叛乱的时候准时到达。南达勃因命令了两名孟族将军去刺杀纳黎萱。然而两名将军立刻将此任务告诉了纳黎萱，因为他们无法忍受缅甸的压迫剥削统治。纳黎萱放弃对缅甸效忠，并重建了一个独立的阿瑜陀耶王国。从勃固遣返了10000名暹罗人，并得到了众多掸族人民的支持之后，纳黎萱已经有能力并且在1584年至1590年间连续四次击退了大规模的暹缅战争。
在巩固了他对西部边境的统治之后，纳黎萱将他的注意力转到了柬埔寨上。阿瑜陀耶王国和柬埔寨自从1350年开始，已经在众多场合中多次交战。然而，柬埔寨在高棉帝国崩溃之后就已经进入了衰落时期。并将其主要的攻击手段限制在突袭。这种突袭经常被用于前四次暹缅战争之中，针对碧武里、巴真武里、庄他武里、那空叻差是玛、暖武里、帕巴登和一些阿瑜陀耶王国的城市。 袭击的目的都是强制转移人口以重建柬埔寨。

## 战事
第一次讨伐柬埔寨始于1591年，当暹罗在被将军Phra Ratcha Manoo率领的军队攻击时，柬埔寨国王萨达一世把军队调到了菩萨和马德望，并且在Ranam森林里准备了埋伏。虽然这个战略在以前非常成功，但是柬埔寨人最终在暹罗军增援部队进行第二次突袭的时候就被驱逐出了Ranam。随后菩萨和马德望被暹罗占领，洛韦城堡垒遭到包围。这次围攻持续了3个月，最终暹罗军因为一系列的后勤问题和柬埔寨军队不断的反攻而被迫撤出边界。
1593年，在成功抵挡了另外一波来自缅甸的攻击之后，纳黎萱将他的军队分成四列以准备另一次对柬埔寨的攻击。第一列军队在呵叨集合，同时准备进攻暹粒和磅斯外。第二列军队召集了来自阿瑜陀耶王国南部的新兵，在猪井（今越南朱笃）游行。第三列军队转移到班迭密。第四列军队则再次以菩萨和马德望作为目标，这样子四支军队就可以同时进军已经被包围的洛韦城。柬埔寨人组建了一支75000人和150帆船的部队，占领了Babaur、马德望、菩萨、班迭密和金边这些重要城市。暹罗的侦察兵设法扣留了一些柬埔寨士兵并且从他们这里得知了他们的立场。这些新消息促进了马德望的陷落。
第二场发生在菩萨前的战斗以缅甸人的中途失败告终。三天后，暹罗部队到达babaur并且开始在城市周围挖凿壕沟。黄昏时分，暹罗工兵挖掘出了一条通往城市内部的通道，然后开始了肉搏战。柬埔寨王子Soryopor（后来的巴龙列谢四世）与一千名士兵试图杀出一条出路，其余的守卫则在战斗中牺牲。当他逃离到洛韦的时候，他的兄弟吉·哲塔一世就已经放弃了这座城市，于是Soryopor不得不承担起这个城市的防御职责，在西班牙和葡萄牙雇佣兵的帮助下soryopor用大炮和尖钉加固了城墙，同时也向越南和西班牙在马尼拉的菲律宾都督府请求协助。
与此同时，暹罗军队渐渐在猪井聚集，柬埔寨军队也缓慢的在洛韦城汇合。暹罗工程师开始绕城建造超越城市高度的土方工程，以达到直接向城内开火的目的。柬埔寨军队则通过建造第二面墙以抵挡轰炸。1594年3月1日，经过一个小时的炮弹准备后，纳黎萱率领的军队冲进了城内。暹罗战象攻击城门以允许步兵从城门的缝隙中穿过，杀掉城内的剩余守卫。尽管国王萨达一世勉强逃到了邻国老挝，9万柬埔寨人包括王子Soroypor都被带去了阿瑜陀耶王国。

## 结果
在暹罗占领洛韦的首都之后，柬埔寨皇室被当作人质，安置在阿瑜陀耶王国的法院，同意接受暹罗势力，并在暹罗霸权之下互相竞争。